# Titularbistum Antipatris
Antipatris (ital.: Antipatride) ist ein Titularbistum der römisch-katholischen Kirche. 
Es geht zurück auf ein untergegangenes Bistum der antiken Stadt gleichen Namens in Judäa (spätantike römische Provinz Palaestina Prima), das ein Suffraganbistum des Erzbistums Caesarea war.
| Titularbischöfe von Antipatris |                                |                                                                    |                    |                    |
| Nr.                            | Name                           | Amt                                                                | von                | bis                |
| 1                              | Jerzy Kazimierz Ancuta         | Weihbischof in Vilnius (Litauen)                                   | 27. September 1723 | 16. Mai 1737       |
| 2                              | Józef Antoni Łaszcz            | Weihbischof in Chełm (Polen) / Koadjutorbischof von Kiew (Ukraine) | 23. Juni 1738      | 31. Januar 1748    |
| 3                              | Heinrich Joseph von Nitschke   | Weihbischof in Bamberg (Deutschland)                               | 16. Dezember 1748  | 23. Mai 1778       |
| 4                              | Johann Mathäus Schweiberer     | Weihbischof in Prag (Tschechien)                                   | 17. Juli 1779      | 27. Juni 1781      |
| 5                              | Thomas del Pozzo               |                                                                    | 26. September 1785 | Mai 1796           |
| 6                              | Ferdinandus Lomellino OSB      |                                                                    | 27. Juni 1796      |                    |
| 7                              | Francesco Mazzuoli             |                                                                    | 21. Dezember 1846  | 4. Oktober 1847    |
| 8                              | Francesco Gandolfi             | Weihbischof in Sabina-Farfa (Italien)                              | 14. April 1848     | 24. September 1868 |
| 9                              | Kaspar Willi OSB               | Weihbischof in Chur (Schweiz)                                      | 21. Dezember 1868  | 12. März 1877      |
| 10                             | José Proceso Pozuelo y Herrero | Apostolischer Administrator von Ceuta (Spanien)                    | 23. Juni 1877      | 28. Februar 1879   |
| 11                             | Manuel Antonio Bandini         |                                                                    | 15. Mai 1879       | 1889               |
| 12                             | Cyrillo de Paula Freitas       | Koadjutorbischof von Cuiabá (Brasilien)                            | 27. März 1905      | 13. März 1911      |
| 13                             | John Stariha                   | emeritierter Bischof von Lead (South Dakota, USA)                  | 29. März 1909      | 28. November 1915  |
| 14                             | Cyrillo de Paula Freitas       | emeritierter Bischof von Corumbá, (Mato Grosso do Sul, Brasilien)  | 8. Februar 1918    | 9. März 1947       |
| 15                             | Francois Liu Chiu-wen          | emeritierter Bischof von Fenyang (Volksrepublik China)             | 15. Januar 1948    | 1956               |